# Николаос Вагламалис
Николаос Вагламалис (на гръцки: Νικόλαος Βαγλαμαλής) е гръцки печатар от Македония от XIX век.

## Биография
Вагламалис е роден в Солун в 1843 година и произхожда от стар аристократичен род. В 1868 година Вагламалис отваря третата гръцка печатница в Солун след тези на [Милтиадис Гарболас] (1850) и Киряк Държилов (1852 - 1860), от когото наследява буквите. Печатницата на Вагламалис се казва първоначално „Македония“, а след това „Ермис“. В 1870 година се сдружава със Спиридон Василиадис и премества дървената си печатарскита преса в ново помещение на улица на улица „Франки“. По-късно е закупена модерна желязна преса с педално задвижване.
В печатницата са отпечатани много значими гръцки книги като „Географски речник“ на Димитриос Аргириадис (Λεξικόν Γεωγραφικόν /Υπό Δ. Αργυριάδου. Εν Θεσσαλονίκη: Εκ του τυπογραφείου «Η Μακεδονία» N. Βαγλαμάλη, 1868.), уставите и документите на солунските гръцки образователни и други дружества, различни преводи и прочее.
Вагламалис умира в 1893 година.